# August Becker (Chemiker)
August Becker (* 17. August 1900 in Staufenberg bei Gießen; † 31. Dezember 1967 in Laubach) war im nationalsozialistischen Deutschen Reich als SS-Obersturmführer und Chemiker im Reichssicherheitshauptamt (RSHA) Gasspezialist für die Aktion T4 sowie Inspekteur für den Einsatz von Gaswagen für den Holocaust in der Sowjetunion.

## Herkunft und Studium
August Becker wurde am 17. August 1900 im hessischen Staufenberg in der Nähe von Gießen als Sohn eines Fabrikbesitzers geboren. Gegen Ende des Ersten Weltkrieges noch eingezogen, studierte Becker anschließend an der Universität Gießen Chemie und Physik. 1933 promovierte er dort zum Dr. phil. mit einer Arbeit zu Kristallen bei Karl Schaum. Von 1933 bis 1935 verblieb er als Assistent an der Gießener Universität.

## Beruflicher und politischer Werdegang
Schon zum 1. September 1930 trat Becker der NSDAP bei (Mitgliedsnummer 293.346) und wurde im Februar 1931 auch Mitglied der SS (SS-Nummer 5.325). Von Februar bis April 1934 war er zeitweise im Büro der Gießener Gestapo tätig, bevor er 1935 endgültig die Universität verließ.
In seiner Vernehmung am 4. April 1960 schilderte Becker seinen weiteren Werdegang:
„Im Mai 1935 kam ich zu dem SS-Regiment „Germania“ in Arolsen bei Kassel. Ich war damals SS-Oberscharführer und hatte bei diesem Reg. nur mit soldatischen Dingen zu tun. In diesem Regiment verblieb ich bis zum 28.2.1938. Anschließend kam ich […] zum Reichssicherheitshauptamt (RSHA), Amt VI nach Berlin. Diese Dienststelle befand sich in der Bernerstrasse im Grunewald. Dem Amt VI oblag die Abwehr, Leiter dieses Amtes war ein Dr. Best. Ich selbst wurde mit der Leitung der Abteilung sympathetische Tinten und Fotokopien betraut. In diesem Amt verblieb ich bis zum Dezember 1939 (kurz vor Weihnachten), dann wurde ich telefonisch zu dem Oberdienstleiter Victor Brack auf die Reichskanzlei bestellt. Am gleichen Tag noch begab ich mich zu Brack in die Führerkanzlei, diese war damals in dem Gebäude der Reichskanzlei untergebracht. Brack […] teilte mir mit, daß ich aufgrund einer persönlichen Aussprache zwischen ihm und dem Reichsführer SS Himmler, Brack unterstellt werden würde. Gleichzeitig teilte mir Brack den Zweck dieser Überstellung mit. Es sagte, daß ein Euthanasieprogramm im Anlaufen sein würde mit dem Zweck, alle Idioten und Geisteskranken zu vernichten. Die Tötungsart sollte durch ein Kohlenoxydgas durchgeführt werden. Dieses Gas sei bereits durch einen Chemiker Dr. Widmann bei dem Reichskriminalpolizeiamt (RKPA) in Berlin auf seine diesbezügliche Verwendbarkeit überprüft worden. Brack sagte mir weiterhin – ohne daß ich ihn hierauf ansprach – daß ich irgendwelche Skrupel bei dieser Sache nicht zu haben brauchte, denn die Tötung dieser Menschen würde später durch den Führer mit Hilfe eines Gesetzes legalisiert. […]“

## Bei der Aktion T4
Vermutlich war August Becker zuvor schon bei „Probevergasungen“ anwesend, die Mitte Oktober 1939 im Fort VII in Posen an einer unbekannten Anzahl von Opfern in einer provisorischen Gaskammer durchgeführt wurden.
Becker war mit Sicherheit Teilnehmer an einer ersten „Test“-Vergasung von 18 bis 20 Geisteskranken in der NS-Tötungsanstalt Brandenburg, dem ehemaligen Zuchthaus. Im Verfahren gegen den ersten medizinischen Leiter der Aktion T4, Werner Heyde, schilderte Becker diesen Vorgang ausführlich. Er hielt fest, dass Dr. Eberl und Dr. Baumhart über den Vorgang unterrichtet wurden und dass abschließend Viktor Brack und Professor Dr. Brandt den Versuch als gelungen bezeichneten.
Nach diesem, aus Sicht der Täter zufriedenstellenden Ergebnis sowie den Erfahrungen, die das SS-Sonderkommando Lange im Herbst 1939 mit der Vergasung von polnischen Psychiatriepatienten in einer ersten Gaskammer im Fort VII in Posen gesammelt hatte, wurde die Tötung der T4-Opfer mit CO-Gas allgemein festgelegt. Becker wurde mit der Instruierung der Ärzte beauftragt, die in den insgesamt sechs NS-Tötungsanstalten die Vergasung vornehmen sollten. Als erstes wurde Grafeneck in Betrieb genommen. Über seinen dortigen Einsatz sagte Becker 1960 aus, dass er nach einem erfolglosen Versuch von Dr. Schumann „persönlich etwa 20 Menschen durch Gas getötet habe“.
Bis zum Ende der Aktion T4 im August 1941 hatte Becker die CO-Flaschen vom Werk der I.G. Farben in Ludwigshafen und den Transport zu den Tötungsanstalten zu besorgen. Die Bestellungen des Gases erfolgten durch Albert Widmann vom Kriminaltechnischen Institut (KTI) im Reichssicherheitshauptamt. In seinem Urteil im Verfahren gegen Widmann hielt das Landgericht Stuttgart fest, dass Dr. Becker die CO-Gasflaschen, die er von der BASF in Ludwigshafen im Auftrag des Angeklagten Widmann erhalten hatte, abholen und in die einzelnen Euthanasieanstalten transportieren ließ.
Bei der Zentraldienststelle T4 wurde Becker aufgrund seiner Haarfarbe und wohl auch, um Verwechslungen mit dem dortigen Leiter der „Zentralverrechnungsstelle Heil- und Pflegeanstalten“, Hans-Joachim Becker, zu vermeiden, der „rote Becker“ genannt.
Brack führte Becker in einer von ihm gefertigten Liste von 24 Hauptverantwortlichen für die Aktion T4 auf, die er nach dem Krieg für die Alliierten fertigte.

## Gaswagenspezialist
Im Oktober 1941 wurde Becker wieder im Reichssicherheitshauptamt verwendet und der Amtsgruppe II D 3 a unter Friedrich Pradel zugeteilt. Diese war für das Kraftfahrwesen der Sicherheitspolizei zuständig. Der Leiter der Amtsgruppe D (Technische Angelegenheiten), SS-Obersturmbannführer Walter Rauff, beauftragte Becker im Dezember 1941 mit der Inspektion der bei den Einsatzgruppen der Sicherheitspolizei und des SD im Einsatz befindlichen Gaswagen. Dabei handelte es sich um fahrbare Gaskammern in Form von Lastkraftwagen mit einem geschlossenen Kastenaufbau. Bei seiner Vernehmung im März 1960 sagte Becker aus, er sei auf Befehl Rauffs zur Einsatzgruppe D unter Otto Ohlendorf nach Simferopol gefahren, habe die dortigen Gaswagen als Wohnwagen tarnen lassen und die Kommandeure der Sonderkommandos darauf aufmerksam gemacht, dass die Männer, welche die vergasten Leichen entluden, seelische und gesundheitliche Schäden davontragen könnten. Zudem wirkte er darauf hin, dass die Fahrer nicht Vollgas benutzten, sondern „daß bei richtiger Einstellung der Hebel der Tod schneller eintritt und die Häftlinge friedlich einschlafen. Verzerrte Gesichter und Ausscheidungen, wie sie seither gesehen wurden, konnten nicht mehr bemerkt werden.[…]“
Neben Erfolgsmeldungen und Vorschlägen für Konstruktionsänderungen, die Becker zugeschrieben werden („Seit Dezember 1941 wurden beispielsweise mit 3 eingesetzten Wagen 97000 verarbeitet, ohne daß Mängel an den Fahrzeugen auftraten.“), übte er nach seiner Rückkehr im September 1942 nach Berlin erneut deutliche Kritik gegenüber Rauffs Stellvertreter Pradel:
„Ich schilderte Pradel in etwa einem einstündigen persönlichen Gespräch die Arbeitsweise der Gaswagen und übte Kritik, weil die Delinquenten nicht vergast, sondern durch die verkehrte Einstellung der Bedienungsmannschaften erstickt worden sind. Ich habe ihm erzählt, daß dabei die Menschen erbrochen und unter sich gemacht hätten. Pradel hörte sich die Sache an, ohne ein Wort zu sagen.“
Nach seiner Verwendung als Gaswagenspezialist wurde Becker bei der Zentralhandelsgesellschaft Ost für landwirtschaftlichen Absatz und Bedarf m.b.H., einer Monopolgesellschaft für den landwirtschaftlichen Einkauf und Absatz in den besetzten Ostgebieten, und danach in der Auslandsabwehr des Reichssicherheitshauptamtes eingesetzt. In diesem Zusammenhang hielt er sich 1944/45 in Wurzbach/Thüringen auf, wo das RSHA ein Ausweichquartier hatte (aus dem Verhörprotokoll von Hans O’Gilvie). 1943 erfolgte seine Beförderung zum SS-Obersturmführer.

## Nach dem Krieg
Aufgrund seiner SS-Angehörigkeit wurde Becker nach Kriegsende zu drei Jahren Arbeitslager verurteilt. Danach war er als Vertreter für Futtermittel tätig, um ab 1954 zunächst in einer Feinmechanikerwerkstatt und dann im Betonbau seinen Lebensunterhalt zu verdienen. 1959 erlitt er einen Schlaganfall und war danach in einem Pflegeheim im oberhessischen Laubach untergebracht.
1959 leitete die Staatsanwaltschaft Stuttgart ein Ermittlungsverfahren wegen NS-Gewaltverbrechen neben Albert Widmann und Paul Werner auch gegen August Becker ein. Er wurde zu zehn Jahren Gefängnis verurteilt, aufgrund seines schlechten Gesundheitszustandes aber bereits am 15. Juli 1960 aus der Haft entlassen und fand Aufnahme im Altenheim Butzbach. Als sich das Landgericht Stuttgart 1967 an Becker wenden wollte, stellte sich heraus, dass dieser von einem namentlich nicht bekannten Angehörigen am 3. Januar 1966 aus dem Altenheim abgeholt worden und sein neuer Aufenthaltsort nicht bekannt war. Das Landeskriminalamt Baden-Württemberg schrieb Becker daher am 16. Juni 1967 zur Fahndung aus. Becker war jedoch wieder in das Pflegeheim Laubach zurückgebracht worden, wo er in nahezu geistiger Umnachtung und körperlich verfallen verblieb.
August Becker verstarb am 31. Dezember 1967.